# Baja California Sur
Baja California Sur är en av Mexikos delstater och är belägen i västra delen av landet. Delstaten täcker den södra halvan av halvön Baja California och har cirka 720 000 invånare. Administrativ huvudort och största stad är La Paz. Andra viktiga orter är Cabo San Lucas, Ciudad Constitución, Loreto, San José del Cabo och Santa Rosalía.

## Administrativ indelning
Delstaten är indelad i fem kommuner:
- Comondú
- La Paz
- Loreto
- Los Cabos
- Mulegé

## Geografi
I väster ligger Stilla havet, i öster Californiaviken och i norr gränsar Baja California Sur till delstaten Baja California. Till delstaten hör även ögruppen Rocas Alijos, som ligger cirka 300 kilometer väster om fastlandet.